# إتش إس. كرافت
إتش إس. كرافت (بالإنجليزية: Hy Kraft)‏ هو كاتب مسرحي وكاتب سيناريو أمريكي، ولد في 30 أبريل 1899 في نيويورك في الولايات المتحدة، وتوفي بنفس المكان في 29 يوليو 1975.

## وصلات خارجية
- إتش إس. كرافت على موقع IMDb (الإنجليزية)
- إتش إس. كرافت على موقع قاعدة بيانات برودواي على الإنترنت (الإنجليزية)
- إتش إس. كرافت على موقع قاعدة بيانات برودواي على الإنترنت (الإنجليزية)
- إتش إس. كرافت على موقع قاعدة بيانات برودواي على الإنترنت (الإنجليزية)
- إتش إس. كرافت على موقع قاعدة بيانات الفيلم (الإنجليزية)
- إتش إس. كرافت على موقع كينوبويسك (الروسية)